# Земсько (Великопольське воєводство)
Земсько (пол. Zemsko) — село в Польщі, у гміні Ґраново Ґродзиського повіту Великопольського воєводства.
Населення — 159 осіб (2011).
У 1975-1998 роках село належало до Познанського воєводства.

## Демографія
Демографічна структура станом на 31 березня 2011 року:
|          | Загалом | Допрацездатний вік | Працездатний вік | Постпрацездатний вік |
| -------- | ------- | ------------------ | ---------------- | -------------------- |
| Чоловіки | 80      | 19                 | 52               | 9                    |
| Жінки    | 79      | 24                 | 40               | 15                   |
| Разом    | 159     | 43                 | 92               | 24                   |